# Лерхе, Мориц Густавович
Мориц Густавович Лерхе (28 января 1834 — 23 января 1891 года, Петербург) — русский генерал-лейтенант, участник Среднеазиатских походов

## Биография
Воспитывался в школе гвардейских юнкеров. В 1861 году, в чине штабс-капитана, он назначен был адъютантом к командиру Отдельного Сибирского корпуса, генералу Дюгамелю, с переименованием в чин майора. С этим назначением и началась его боевая карьера. Он командовал с отличием многими отрядами в делах против пограничных племён Западного Китая, за что и был произведён в подполковники, а в 1864 году был назначен в распоряжение полковника Черняева, начальника Зачуйского отряда, завершившего свои действия покорением Ташкента. Черняев высоко ценил боевые качества Лерхе, соединявшего в себе редко совместимые качества — осторожность с беззаветной отвагой; ввиду этого на него возлагались самые трудные и самые опасные предприятия, из которых он выходил всегда с честью, оправдывая доверие начальства; среди подобных дел стоит особо отметить выручку отряда Мейера, окружённого армией ташкентского бека на Ак-Булаке. Подполковник Лерхе был одним из главных виновников взятия штурмом сильной кокандской крепости Чимкента. За этот подвиг он был произведён в полковники и 6 ноября 1864 года награждён орденом св. Георгия 4-й степени (№ 10228 по списку Григоровича — Степанова)
За отличие при взятии приступом Коканской крепости Чемкента, 22 Сентября 1864 года
В последовавшей затем неудавшейся попытке овладеть Ташкентом Лерхе тяжело был ранен в руку и правый бок, каковое обстоятельство заставило его покинуть отряд и тем самым лишило его возможности в следующем году участвовать во взятии Ташкента.
В 1867 году Лерхе был прикомандирован к лейб-гвардии Конному полку, в котором прослужил два года до получения им в командование 1-го лейб-драгунского Московского Его Величества полка. 19 июля 1872 года он был произведён в генерал-майоры и зачислен в свиту Его Величества, а в следующем году был назначен командиром 1-й бригады 2-й кавалерийской дивизии. В 1876 году он отчислен был от этой должности, а 30 августа 1881 года произведён в генерал-лейтенанты с зачислением в запас.
Похоронен на Волковском лютеранском кладбище.